# Carboquone
Carboquone là một loại thuốc được sử dụng trong hóa trị liệu.